# Wyspa Wasylewska

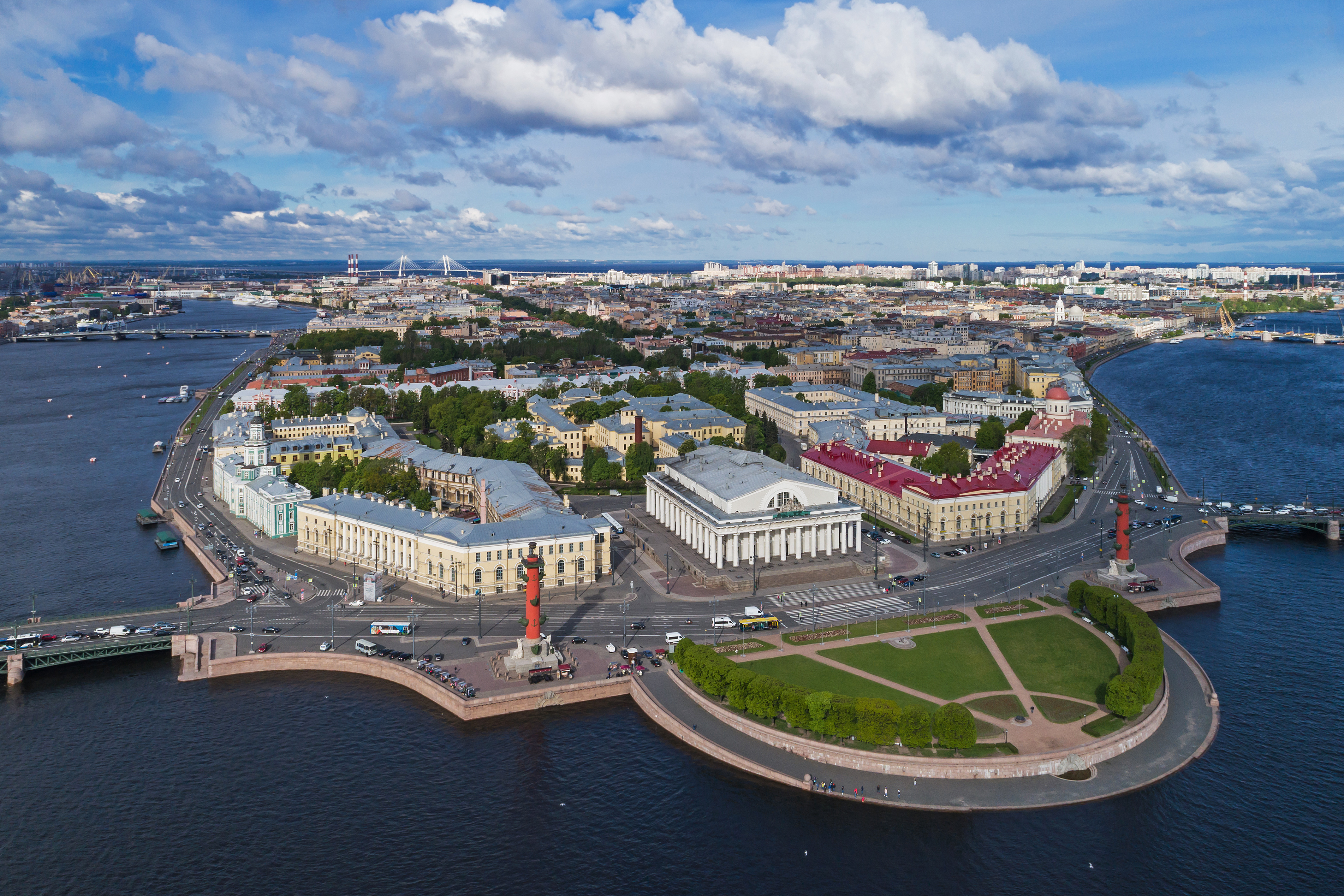
Widok Wyspy Wasylewskiej od wschodu

Wyspa Wasylewska (ros. Васильевский остров, Wasiljewskij ostrow) – wyspa w delcie Newy, pomiędzy Newą i Małą Newą, o powierzchni 1090 hektarów. Jedna z wysp zajmowanych przez zabudowę miejską Petersburga. Terytorium wyspy należy do rejonu wasyleostrowskiego Petersburga.

## Nazwa
Wyspa została w końcu XV w. nazwana na cześć Wasilija Sieleznia z Nowogrodu, właściciela miejscowych dóbr. Ludność fińska nazywała wyspę Hirvisaari (Wyspa Łosia). Na początku XVIII w. wyspę określano również Książęcą, Mienszykowa lub Prieobrażenską. 

## Historia zabudowy

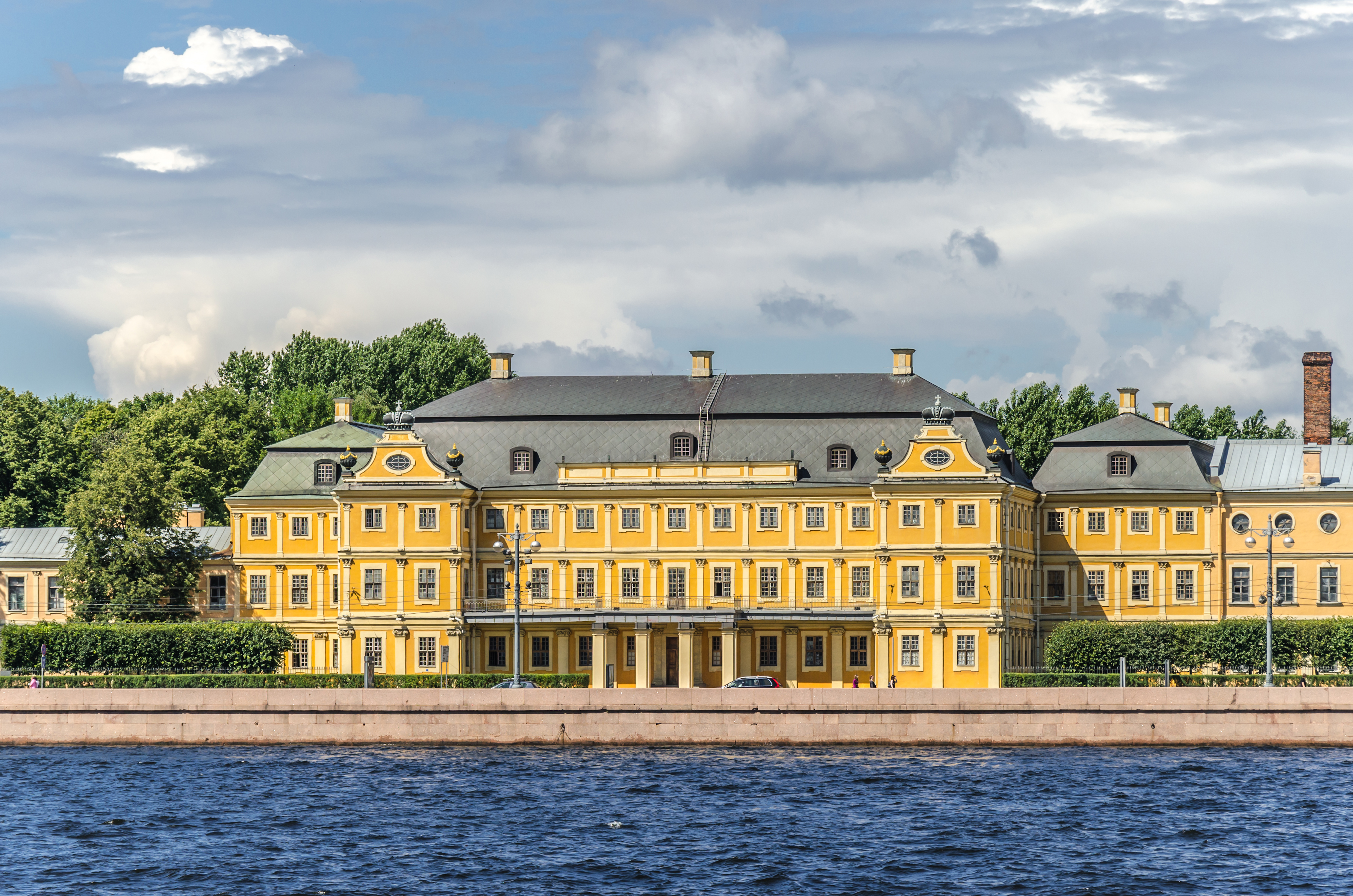
Pałac Mienszykowa

W momencie założenia miasta Petersburga Wyspa Wasylewska była obszarem zalesionym i bagiennym, zwłaszcza w części zachodniej. Po 1710 r. Piotr I planował rozmieścić na wyspie centrum budowanego miasta. W 1710 r. na wyspie rozpoczęto wznoszenie murowanego pałacu dla Aleksandra Mienszykowa, zaufanego i bliskiego współpracownika cara. Pałac został ukończony dopiero w 1727 r., jednak już w 1711 r. gotowe były reprezentacyjne sale, w których Piotr I wyprawiał przyjęcia i uczty. W 1716 r. Domenico Trezzini przygotował plan zabudowy wyspy, zakładający, iż zamiast ulic powstanie na niej sieć kanałów. Plan ten jednak pozostał niezrealizowany (zamiast planowanych kanałów wytyczono ulice, nazwane liniami), a do lat 30. XVIII w. zabudowa wyspy rozwijała się bardzo wolno. Podobnie niezrealizowany pozostał bardziej realistyczny projekt zagospodarowania wyspy sporządzony w 1717 r. przez Jeana-Baptiste'a Le Blonda, który zakładał m.in. wzniesienie na wyspie pałacu carskiego z ogrodem. Sytuację zmieniło przeniesienie głównego portu petersburskiego na wschodni cypel wyspy, co sprzyjało szybkiej zabudowie wschodniej i południowo-wschodniej części wyspy (zachodnia pozostawała niezabudowana jeszcze w końcu stulecia). W latach 1722–1732 na wyspie zbudowano gmach Dwunastu Kolegiów.   
W 1737 r. Komisja Budowy Petersburga kierowana przez Piotra Jeropkina ostatecznie zdecydowała, by centrum Petersburga znalazło się na stałym lądzie, wokół trzech ulic rozpoczynających się przed gmachem Admiralicji, nie zaś na Wyspach Wasylewskiej i Zajęczej (gdzie znajdowała się Twierdza Pietropawłowska).    

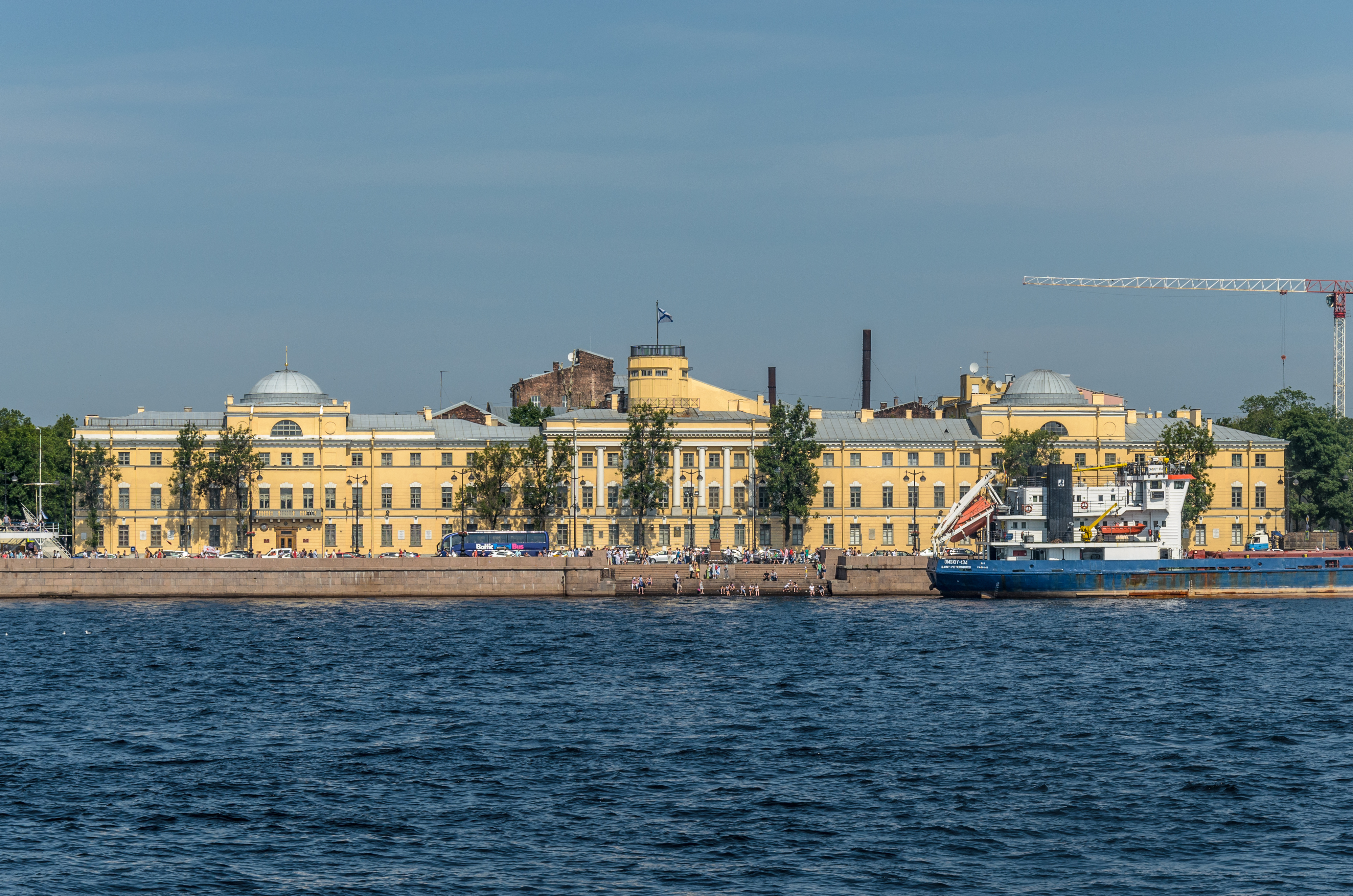
Budynek Morskiego Korpusu Kadetów

W końcu XVIII i na pocz. XIX w. w tej części Petersburga wzniesiono budynki Akademii Nauk i Akademii Sztuk, gmach Szkoły Górniczej (1806-1811), gmachy 1 korpusu kadetów i morskiego korpusu kadetów, Kunstkamerę. W budynkach mieszkalnych wznoszonych w ich sąsiedztwie zamieszkiwali urzędnicy, studenci, wykładowcy, ludzie kultury i artyści. W północnej części wyspy powstał Cmentarz Smoleński z cerkwią Smoleńskiej Ikony Matki Bożej, natomiast przy Wielkim Prospekcie, głównej ulicy na wyspie, w latach 1768-1771 wzniesiono luterański kościół św. Katarzyny. W 1756 r. w domu Gołowina na wyspie otwarto państwowy teatr rosyjski. Większość budynków na wyspie była drewniana, z wyłączeniem reprezentacyjnych gmachów na brzegu Newy. W 1810 r. na wschodnim cyplu wyspy wzniesiono gmach Giełdy oraz kolumny rostralne.   

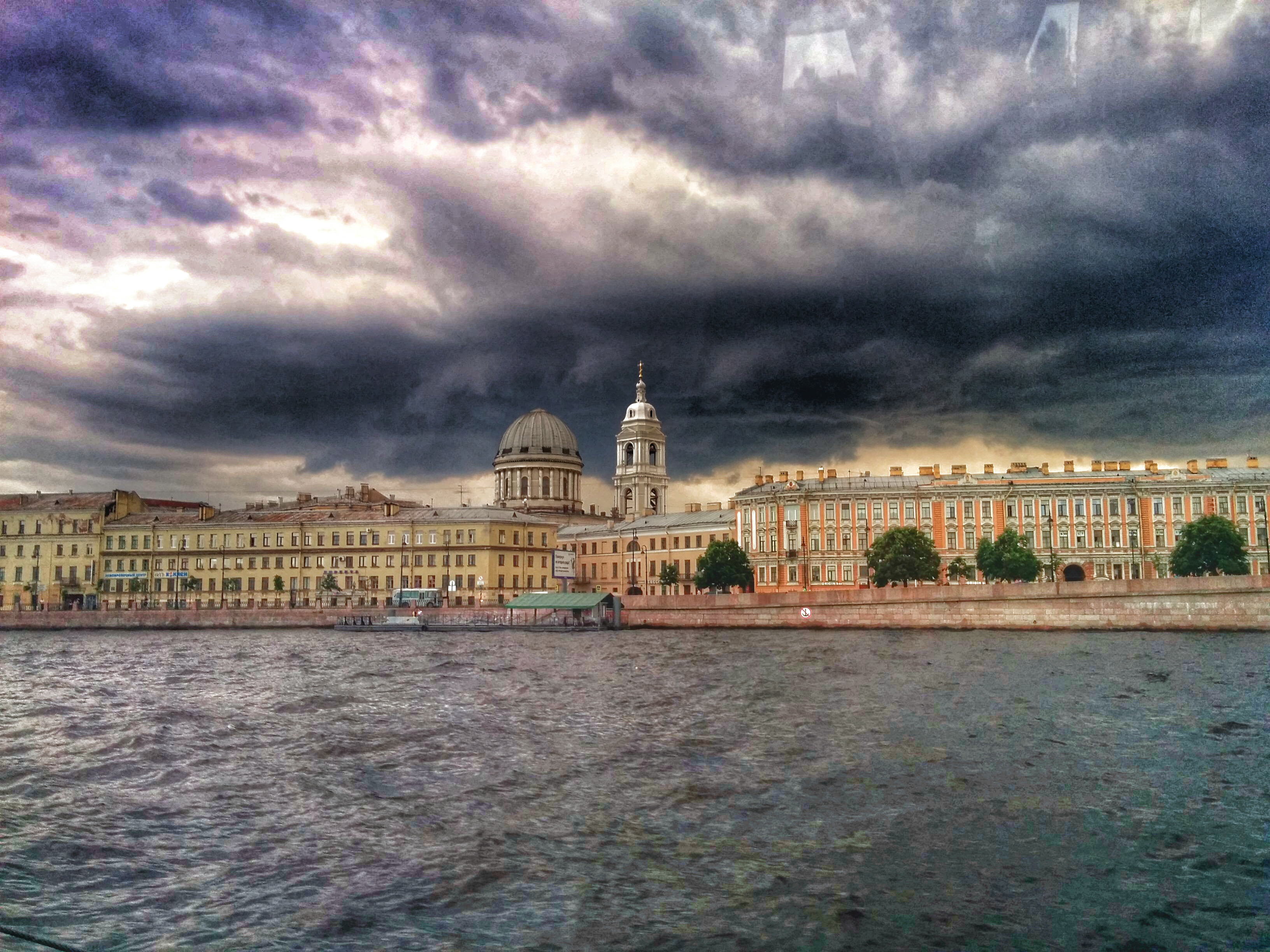
Bulwar Makarowa – północno-wschodnie nabrzeże wyspy. Widoczna cerkiew św. Katarzyny

W 1850 r. wyspę połączono z lewym brzegiem Newy (ze Stroną Admirałtiejską, Nabrzeżem Angielskim) stałym mostem Błagowieszczeńskim (dosł. Zwiastowania). Wcześniej funkcjonował jedynie most pontonowy. 

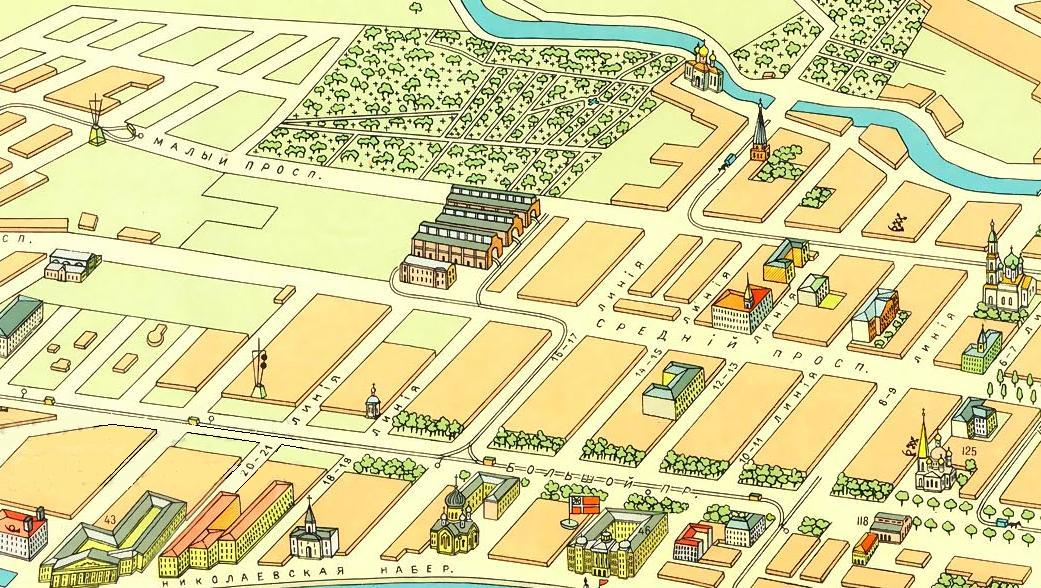
Wyspa Wasylewska na planie Petersburga z 1913 r.

W II poł. XIX w. i na pocz. XX w. na Wyspie Wasylewskiej powstał szereg zakładów przemysłowych, w tym największy – Stocznia Bałtycka. W latach 60. XIX w. na wyspie funkcjonowało 13 fabryk i 57 warsztatów. Wokół fabryk powstawały domy przeznaczone dla robotników, często pozbawione podstawowych wygód. W latach 1904–1906 r. z inicjatywy Towarzystwa Walki z Problemem Mieszkaniowym w zachodniej części wyspy, Gawani (dosł. Przystani), wzniesiono miasteczko robotnicze w nieco wyższym standardzie.   
Robotnicy z zakładów położonych na wyspie brali udział w rewolucji 1905 r. Podczas krwawej niedzieli w Petersburgu jedynie na Wyspie Wasylewskiej – po tym, gdy wojsko strzelało do robotniczego pochodu w innych częściach miasta – doszło do starć protestujących robotników z policją, budowano barykady.  Wcześniej działalność duszpasterską i społeczną wśród robotników Gawani prowadził ks. Gieorgij Gapon, proboszcz tutejszej cerkwi Ikony Matki Bożej "Miłująca", wzniesionej w robotniczej dzielnicy wyspy w latach 1889-1896. Po klęsce Rosji w bitwie pod Cuszimą robotnicy ze Stoczni Bałtyckiej organizowali na wyspie wiece antyrządowe. Podczas rewolucji lutowej na Wyspie Wasylewskiej odbywały się masowe demonstracje. Następnie w 1917 r. na wyspie działały oddziały Czerwonej Gwardii; wzięły one udział w rewolucji październikowej.
W latach 20. XX wieku w zachodniej części wzniesiono osiedle Mietałłostroj, w latach 1931–1937 – dom kultury im. Kirowa. Podczas blokady Leningradu wszystkie zachowane do tej pory drewniane budynki na wyspie zostały rozebrane na opał.  

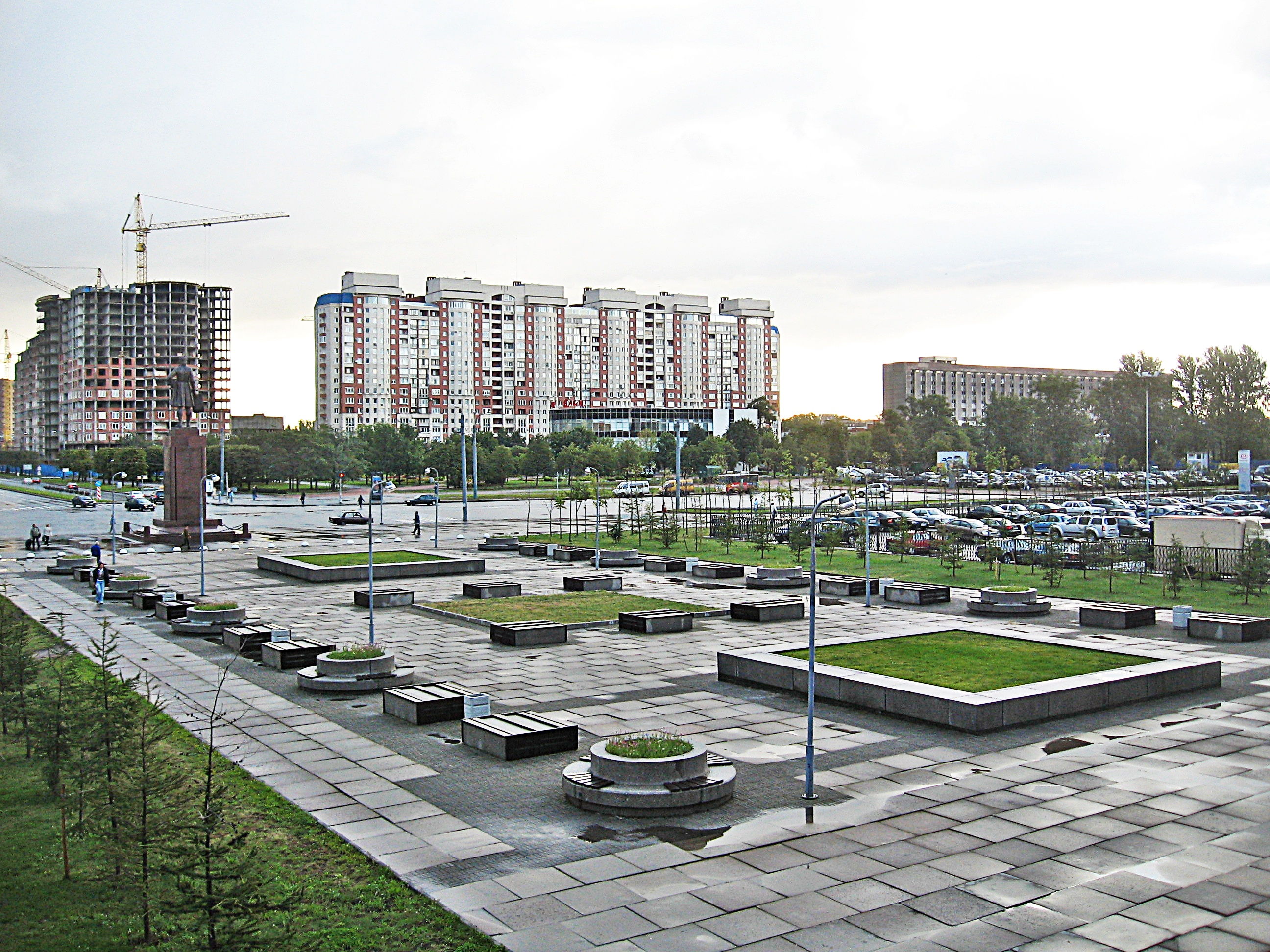
Zabudowa zachodniej części wyspy: plac Nadbałtycki

W latach 50. i 60. kontynuowano zagospodarowywanie zachodniej części wyspy, w szczególności zbudowano nowe budynki mieszkalne, Dworzec Morski, w 1979 r. hotel Nadbałtycki (Pribałtijskaja). 
Pod wyspą przebiega linia Newsko-Wasileostrowska petersburskiego metra, na wyspie znajduje się stacja Wasileostrowska. Wyjście na wyspę jest również możliwe ze stacji Sportiwnaja linii Frunzeńsko-Primorskiej.